# دوغرویول (بتلیس)
دوغرویول (به ترکی استانبولی: Doğruyol) یک منطقهٔ مسکونی در ترکیه است که در بیتلیس واقع شده‌است. دوغرویول ۷۱۸ نفر جمعیت دارد.